# Györgyi Géza (fizikus)
Györgyi Géza (Budapest, 1930. október 8. – Szeged, 1973. augusztus 24.) elméleti fizikus, a fizikai tudományok doktora, c. egyetemi tanár. Az MTA Központi Fizikai Kutatóintézet (röviden: KFKI) Részecske és Magfizikai Kutató Intézetében és elődeiben dolgozott.

## Élete
A középiskolát a Ciszter, később Állami Szent Imre Gimnáziumban végezte. Osztálytársai többek között: Abody Béla, Latinovits Zoltán és Vajda Miklós voltak.
1949-ben iratkozott be a Pázmány Péter Tudományegyetem (mai ELTE) fizikus szakára. Már felsőéves hallgató korában gyakorlatokat vezetett az egyetemen.
1953-tól a Központi Fizikai Kutatóintézet kutatója lett, ahol a Szamosi Géza vezette Elméleti Fizikai Csoportban kezdett dolgozni, szűkebb munkaterülete a magfizikai kutatás volt.
1956-ban a Központi Fizikai Kutatóintézet Forradalmi Bizottsága Györgyi Gézát titkárává választotta. Ennek negatív következményeit haláláig kénytelen volt viselni, bár állásából nem bocsátották el. Ennek oka kezdődő betegsége lehetett.
Az 1959-es gyermekbénulás járvány idején, 29 éves korában érte el a súlyos betegség, ami a későbbiekben nagy szenvedést okozott számára és részben emiatt vetett véget önkezével életének.

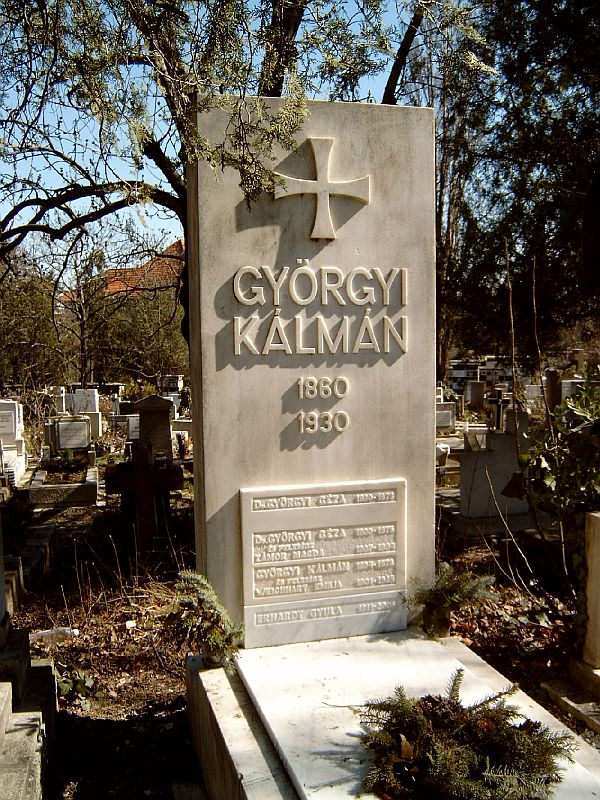
A Györgyi család sírja Budapesten. Farkasréti temető: 43-2-21. Györgyi Dénes alkotása.

1959-ben a New York-i Columbia Egyetemről egyéves meghívást kapott, amelynek keretén belül gyógykezeléséről is gondoskodtak volna, kiutazását azonban nem engedélyezték.
1973-ban, 43 éves korában öngyilkos lett Szegeden, az Eötvös Loránd Fizikai Társulat Vándorgyűlésén.

## Eredményei
Számos új eredményt ért el a magfizikai modellek alkalmazása és értelmezése területén. Megírta az egyetlen magyar „Elméleti magfizika” című könyvet, amit többször újra kiadtak, idegen nyelven is megjelentettek. Hat egyetemi jegyzetet írt.

## Kitüntetései
- Schmid Rezső-díj, 1955
- KFKI Intézeti Díj, 1972
- Fizikai Szemle nívódíj, 1973

## Külső hivatkozások
Emlékére 1995-ben a KFKI Részecske és Magfizikai Kutató Intézet Györgyi Géza-díj at alapított 35 éven aluli, kiemelkedő tudományos eredményt elért fiatal kutatók számára. A díjat évenként egyszer osztják ki.